# گالیسیا (اسپانیا)
گالیسیا (به اسپانیایی: Galicia) یکی از بخش‌های خودمختار اسپانیا است و در شمال غرب شبه‌جزیره ایبری واقع شده‌است. پایتخت آن شهر باستانی و مذهبی سانتیاگو د کمپوستلا است. گالیسیا از سوی شرق با مناطق خودمختار «کاستیا و لئون» و «آستوریاس» و از سوی جنوب با کشور «پرتغال» هم‌مرز می‌باشد.
زبان‌های رسمی گالیسیا زبان اسپانیایی و زبان گالیسی هستند و زبان‌های دیگری مانند فالا و لئونی نیز در این منطقه رواج دارند.
گالیسیا کشوری با فرهنگ و آداب «سلتی» است. از هنگام به دست آوردن خودمختاری در سال ۱۹۷۸ گالیسیا توسط دولت این منطقه (Xunta de Galicia) اداره می‌شود.

## آب و هوا
آب و هوای این منطقه با شرایط جوی اقیانوس اطلس پیوندی مستقیم دارد؛ معتدل و به شدت مرطوب است. بارانهای شدید از ویژگی‌های خاص این منطقه می‌باشد. میانگین دمای هوا در ساحل دریا در لاکرونیا ۱۳٬۸ درجه سانتیگراد و در ویگو ۱۴٬۷ درجه است. در کوهپایه میانگین دمای هوا در سال حدود ۱۴ درجه و در مناطق کوهستانی مانند «پدرافیتا دو کابریرو» ۸ درجه است. میانگین میزان بارش سالیانه در گالیسیا حدود ۱۴۰۵ لیتر بر هر متر مربع برآورد شده‌است. شمال غرب گالیسیا با داشتن میانگین ۱۵۰ روز بارندگی در سال پر باران‌ترین بخش کّل اسپانیا می‌باشد.

## تقسیمات
این بخش از چهار استان تشکیل شده‌است که عبارتنداز:
- استان لاکرونیا
- استان لوگو
- استان اورنسه
- استان پونتودرا

## اقتصاد
گالیسیا یک منطقه با کنتراست اقتصادی بسیار بالاست. ساحل غربی گالیسیا با شهرهای بندری بزرگ مانند "ویگو" و صنایع دریائی و ماهیگیری مرفه و جمعیت آن رو به افزایش است. با این حال مناطق داخلی گالیسیا ("اورنسه" و "لوگو") با زمین‌های کوچک کشاورزی از نظر اقتصادی وابستگی کامل به کشاورزی دارند و از نظر اقتصادی ضعیف هستند. با این همه صنایع گردشگری رو به رشد، جنگلداری پایدار و کشاورزی ارگانیک توانسته‌اند بدون به خطر انداختن منابع طبیعی و فرهنگ‌های محلی در رشد اقتصادی گالیسیا سهیم باشند.
اقتصاد گالیسیا به صورت سنتی بر ماهیگیری و کشاورزی استوار است و در مقایسه با مناطق دیگر اسپانیا مهم‌ترین منبع درآمد گالیسیا ماهیگیری است. بر همین اساس آژانس کنترل شیلات اروپا در «ویگو» مستقر است.
با این همه از سال ۲۰۰۲ بخش خدمات با شاغل کردن بیش از ۵۸۲۰۰۰ نفر از کّل جمعیت کارگری (۱۰۷۲۰۰۰ نفر) بزرگ‌ترین بخش اقتصادی گالیسیا به‌شمار می‌رود.
صنایع بزرگ گالیسیا شامل کشتی‌سازی ("ویگو" و "فرول")، صنایع نساجی و سنگ (کارخانجات گرانیت در "لاکرونیا") می‌باشند.

## جمعیت
بر اساس سرشماری سال ۲۰۱۴ جمعیت گالیسیا ۲۷۴۸۶۹۵ نفر می‌باشد که ۵۱٬۷٪ آن را زنان و ۴۸٬۳٪ را مردان تشکیل می‌دهند.
| استان    | مرکز استان | جمعیت   | نام به لاتین |
| -------- | ---------- | ------- | ------------ |
| لاکرونیا | آکُرونیا    | ۱۱۲۷۱۹۶ | A Coruña     |
| لوگو     | لوگو       | ۳۳۹۳۸۶  | Lugo         |
| اورنسه   | اورنسه     | ۳۱۸۳۹۱  | Ourense      |
| پونتودرا | پونتودرا   | ۹۴۷۳۷۴  | Pontevedra   |